# 800 nm
L'800 nm (800 nanometri o 0,80 µm) evoluzione del precedente processo a 1 µm è un processo produttivo della tecnologia dei semiconduttori con cui vengono prodotti i circuiti integrati a larghissima scala di integrazione (VLSI).
Questo processo fu introdotto negli anni 1989-1990 dalle principali industrie di semiconduttori come Intel e IBM.
Il successore di questo processo utilizza una larghezza di canale di 600 nanometri.

## Processori realizzati con il processo 800 nm
- Intel 80486 CPU lanciato sul mercato nel 1989, fu realizzato con il processo 0,8 µm.